# Aphrodes carinatus
Aphrodes carinatus är en insektsart som beskrevs av Carl Stål 1864. Aphrodes carinatus ingår i släktet Aphrodes och familjen dvärgstritar. Inga underarter finns listade i Catalogue of Life.